# Maclean’s Cross

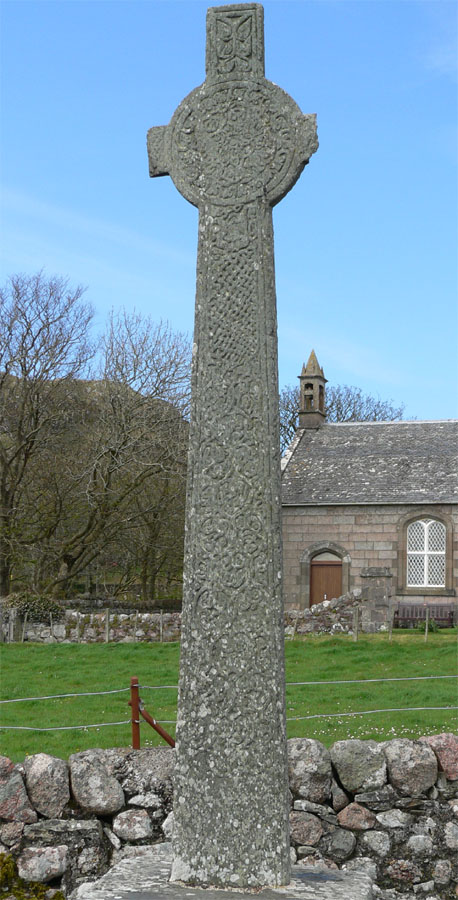
Maclean’s Cross

Das Maclean’s Cross ist ein steinernes Keltenkreuz auf der schottischen Hebrideninsel Iona. Es steht zwischen der Iona Abbey und den Ruinen des Nonnenklosters Iona nahe der Ostküste der Insel am Kreuzungspunkt dreier mittelalterlicher Wege. Das Kreuz ist als Scheduled Monument klassifiziert. Angeblich soll es an ein Mitglied des Clans MacLean of Duart oder der MacLeans of Lochbuie erinnern.

## Beschreibung
Das über drei Meter aufragende, freistehende Steinkreuz ist von inseltypischer Machart. Es wurde wahrscheinlich im 15. Jahrhundert gefertigt. An der Westseite des Schafts ist die Kreuzigung Jesu dargestellt, der Großteil wird jedoch von Blätter- und Rankenmotiven eingenommen. Am Fuß der Ostseite ist hingegen ein Soldat auf einem Pferd zu sehen. Eine ehemalige Inschrift ist heute nicht mehr lesbar. Der Sockel ist wahrscheinlich neueren Datums als das Kreuz. Dieser Befund unterstützt die Berichte, dass Maclean’s Cross einst liegend auf dem Gelände des Nonnenklosters gefunden wurde und erst dann an seiner jetzigen Position aufgestellt wurde.